# Nandana Sen
Nandana Dev Sen (ur. 19 sierpnia 1967 w Kalkucie) – bollywoodzka aktorka, scenarzystka i producentka filmowa. Wystąpiła w takich filmach jak Strangers, Black, Tango Charlie i My Wife’s Murder.
Jej ojciec Amartya Sen w 1998 otrzymał Nagrodę Nobla w dziedzinie ekonomii.

## Filmografia
- Perfect Mismatch (2010) – Neha
- Autograph (2010) – Srinandita
- Prince (2010) – Serena
- Jhootha hi sahi (2010) – Suhana Malik
- Powrót pułkownika Sharpe’a (Sharpe’s Peril, 2008) – Maharani Padmini
- Rang rasiya (2008) – Sugandha
- Strangers (2007) – Preity
- The World Unseen (2007) – Rehmat
- Marigold (2007) – Jaanvi
- It’s a Mismatch (2006) – Neha
- The Forest (2006) – Radha
- The War Within (2005) – Duri Choudhury
- My Wife’s Murder (2005) – Reena Wadhwa
- Tango Charlie (2005) – Shyamoli
- Black (2005) – Sara McNally
- Bokshu the Myth (2002)
- Forever (1999) – Nadia (także scenariusz)
- Seducing Maarya (1999) – Maarya (także produkcja i scenariusz)
- Gudia (1997) – Rosemary Braganza/Urvashi